# Lijst van veldslagen (geografisch)
De onderstaande lijst bevat een (incompleet) overzicht van veldslagen die doorheen de tijd zijn gevoerd, gegroepeerd volgens geografische plaats. Omdat grenzen veranderlijk zijn (en landen niet altijd bestonden), is bij de vermelding van de locatie steeds uitgegaan van het land waar de locatie zich in 2010 bevindt. Zeeslagen zijn vermeld in de Lijst van zeeslagen.

## Veldslagen

### België
- (mogelijk ook Frankrijk) 57 v.Chr. - Slag aan de Sabis - Julius Caesar verslaat de Nerviërs.
- 54 v.Chr. - Slag bij Tongeren - Ambiorix verslaat Sabinus en Cotta.
- 891 - Slag bij de Dijle
- 1015 - Slag bij Florennes
- 1128 - Slag van Axpoele - Treffen tussen Diederik van de Elzas en Willem van Normandië (Clito)
- 1302 - Guldensporenslag - Het graafschap Vlaanderen verslaat de koning van Frankrijk.
- 1382 - Slag bij Westrozebeke - Nederlaag van de opstandelingen onder Filips van Artevelde tegen Lodewijk II van Male, graaf van Vlaanderen
- 1408 - Slag bij Othée - Overwinning van de prins-bisschop van Luik en Bourgondische bondgenoten op de Luikse opstandelingen
- 1453 - Slag om Gavere - Het opstandige Gent wordt onderworpen door Filips de Goede, hertog van Bourgondië.
- 1467 - Slag bij Brustem - slag in het kader van de Luiks-Bourgondische oorlogen
- 1567 - Slag bij Oosterweel - Philips van Lannoy, heer van Beauvoir, verslaat een geuzenleger onder leiding van Jan van Marnix, heer van Toulouse.
- 1568 - Slag bij Rijmenam
- 1597 - Slag bij Turnhout op de Tielenheide - Prins Maurits verslaat de Spaanse ruiterij.
- 1600 - Slag bij Nieuwpoort - Prins Maurits verslaat een Spaans leger.
- 1638 - Slag bij Kallo (Tachtigjarige Oorlog) - Ferdinand van Oostenrijk jaagt het Staatse leger onder Willem van Nassau-Siegen op de vlucht.
- 1674 - Slag bij Seneffe - Een Frans leger onder maarschalk, Condé verslaat het Nederlands-Spaans-Oostenrijks-Duits leger onder stadhouder Willem III van Oranje.
- 1690 - Slag bij Fleurus - Franse legers onder maarschalk Luxembourg verslaan Nederlandse en Duitse legers aangevoerd door de prins von Waldeck.
- 1693 - Eerste Slag bij Neerwinden - De Fransen onder de hertog van Luxemburg verslaan de Nederlanders en Engelsen onder Willem III van Oranje.
- 1706 - Slag bij Ramillies (of Slag bij Ramilles) - De hertog van Marlborough verslaat de Fransen.
- 1708 - Slag bij Oudenaarde - De hertog van Marlborough en Eugene van Savoy verslaan de Fransen en belegeren Rijsel.
- 1708 - Slag bij Wijnendale - De Engelse generaal-majoor Webb verslaat de Franse graaf De la Motte waardoor de bevoorrading voor de belegering van Rijsel kan doorgaan.
- 1745 - Slag bij Fontenoy - Maurits van Saksen verslaat het Nederlands-Brits leger onder de Hertog van Cumberland.
- 1747 - Slag bij Lafelt, ook bekend als de Slag bij Maastricht - Fransen verslaan gecombineerd Brits-Nederlands-Oostenrijks leger.
- 1789 - Slag bij Turnhout - Zuid-Nederlandse opstandelingen verslaan een Oostenrijks leger.
- 1792 - Slag bij Jemappes - Dumouriez bezet delen van de Zuidelijke Nederlanden.
- 1793 - Tweede Slag bij Neerwinden - Oostenrijkers behalen de overwinning op de Fransen. Dumouriez loopt over.
- 1793 - Slag bij Menen - De Fransen Revolutionaire troepen onder bevel van Houchard, verslaan de Staatse troepen onder leiding van prins Willem Frederik van Oranje-Nassau (later koning Willem I) en zijn jongere broer (Willem George) Frederik van Oranje-Nassau.
- 1793 - Eerste Slag bij Kortrijk.
- 1794 - Tweede Slag bij Kortrijk.
- 1794 - Slag bij Hooglede
- 1794 - Slag bij Fleurus - De Fransen verslaan een gecombineerde Oostenrijks-Nederlands-Engelse legermacht.
- 1814 - Slag bij Hoogstraten
- 1815, 16 juni - Slag bij Ligny - Napoleon verslaat de Pruisen onder Von Blücher.
- 1815, 16 juni - Slag bij Quatre Bras - Onbesliste slag tussen Ney en de Britten.
- 1815, 18 juni - Slag bij Waterloo - Definitieve nederlaag van Napoleon.
- 1815, 18 juni - 19 juni - Slag bij Waver - Tussen Grouchy en de Pruisen

### Bulgarije
- 250 - Slag van Philippopolis
- 251 - Slag bij Abrittus - Het Romeinse leger onder keizer Decius wordt verslagen door de Goten onder koning Cniva.
- 896 - Slag bij Bulgarophygon
- 1444 - Slag bij Varna - De Ottomaan Murad II verslaat Hongaren en Wallachen.

### Canada
- 1758 - Slag bij Louisbourg - De Britten veroveren de vesting, en controleren daarmee de toegang tot de Saint Lawrencerivier.
- 1759 - Slag om Québec - Britten verslaan Fransen en verdrijven deze uit Noord-Amerika.
- 1812, 9 augustus - Slag bij Maguaga - Schermutseling in Oorlog van 1812
- 1812, 13 oktober - Slag bij Queenston Heights - Amerikanen slaan Britse aanval af.
- 1812, 20 november - Eerste Slag bij Lacolle mills - Britten en Mohawks verslaan de Amerikanen.
- 1814, 25 juli - Slag bij Lundy's lane - Bloedige veldslag waarna de Amerikanen zich terugtrekken uit Canada
- 1814, 4 augustus - 5 november - Slag om Fort Erie - Amerikanen slaan Britse aanval af om het fort te heroveren.

### Chili
- 1817, 12 februari - Slag bij Chacabuco - Chileense troepen verslaan de Spanjaarden. Chili wordt onafhankelijk.
- 1818, 16 maart - Slag bij Cancha Rayada - Spanjaarden verslaan Chileens leger onder José de San Martín.
- 1818, 5 april - Slag bij Maipu - Chilenen verslaan Spanjaarden.

### Colombia
- 1819, 7 augustus - Slag bij Boyaća - Simon Bolivar verslaat Spaans leger. Onafhankelijkheid van Nieuw Granada, het latere Colombia.

### Duitsland
- 9 - Slag bij het Teutoburgerwoud - Drie Romeinse legioenen worden vernietigd door Germaanse stammen.
- 16 - Slag aan de Wezer
- 367 - Slag bij Sulz am Neckar - Fel bevochten overwinning van het Romeinse leger onder keizer Valentinianus I tegen de Alemannen
- 436 - Slag bij Worms - De Bourgonden onder koning Gundahar worden verslagen door een Romeins huurlingenleger onder Atilla.
- 496 - Slag bij Tolbiac - Overwinning van de Franken onder de Frankische koningen Chlodovech en Sigebert de Lamme, tegen de Alemannen
- 716 - Slag bij Keulen - Overwinning van de Neustriërs en de Friezen op de Austrasiërs
- 798 - Slag bij Swentanafeld in de buurt van Bornhøved
- 955 - Slag op het Lechveld
- 1288 - Slag bij Woeringen - Hertog Jan I van Brabant verslaat de Gelderse graaf Otto II.
- 1371 - Slag bij Baesweiler - Gelre en Gulik verslaan Brabant en Namen.
- 1533 - Slag bij Jemmingen
- 1547 - Slag bij Muhlberg - Keizer Karel V neemt de keurvorst van Saksen gevangen en belegert Wittenberg in de Schmalkaldische Oorlog.
- 1568 - Slag bij Jemmingen - Nederlaag van Nederlandse opstandelingen onder Lodewijk van Nassau tegen een Spaans leger onder Caspar de Robles en Ferdinand Àlvarez de Toledo, hertog van Alva
- 1622 - Slag bij Wiesloch (Dertigjarige oorlog) - Protestanten onder graaf Mansfeld verslaan katholieken onder graaf Tilly in de Dertigjarige Oorlog.
- 1631, 17 september - Slag bij Breitenfeld - Gustaaf II Adolf van Zweden en diverse protestantse bondgenoten verslaan de katholieken.
- 1632 - Slag bij Lützen (1632) (Dertigjarige Oorlog) - Zweden verslaan katholieken maar Gustaaf II Adolf wordt gedood.
- 1634 - Slag bij Nördlingen (Dertigjarige Oorlog)
- 1675 - Slag van Fehrbellin - Nederlaag betekent einde Zweedse invasie in Brandenburg.
- 1704 - Slag bij Schellenberg - Marlborough bestormt het fort boven Donauwörth.
- 1704 - Slag bij Blenheim - De hertog van Marlborough verslaat Fransen, Beieren en Pruisen in de Spaanse Successieoorlog.
- 1757 - Slag bij Hastenbeck - Een geallieerd leger van het keurvorstendom Hannover, Hessen en Brunswijk wordt verslagen door een Frans leger.
- 1757 - Slag bij Rossbach - Frederik de Grote verslaat de alliantie van Frankrijk en het Heilige Roomse Rijk.
- 1759 - Slag bij Minden - Ferdinand, zoon van de hertog van Brunswijk, verslaat de Fransen.
- 1800 - Slag bij Hohenlinden - Generaal Moreau verslaat aartshertog Johan van Oostenrijk.
- 1805, 11 oktober - Slag bij Haslach-Jungingen - Franse overwinning tegen grote overmacht van Oostenrijkers
- 1805, 14 oktober - Slag bij Elchingen - Ney verslaat klein Oostenrijks eenheid.
- 1805, 17 oktober - Slag bij Ulm - Overgave van een Oostenrijks leger onder Baron Karl Mack von Leiberich
- 1806, 14 oktober - Slag bij Jena - Napoleon en Davout verslaan de Pruisen.
- 1809, 19 april - 20 april - Slag bij Abensberg - Napoleon verslaat de Oostenrijkers.
- 1809, 21 april - Slag bij Landshut - Maarschalk Masséna slaagt er niet in de Oostenrijkse linkerflank te verslaan.
- 1809, 22 april - Slag bij Eckmühl - Oostenrijkers trekken zich terug uit Beieren na een nederlaag tegen Napoleon.
- 1809, 23 april - Slag bij Ratisbon - Na een succesvol achterhoedegevecht slaagt Aartshertog Karel erin zich ordelijk terug te trekken.
- 1813, 2 mei - Slag bij Lützen (1813) - Napoleon verslaat Russisch-Pruisisch leger onder Wittgenstein.
- 1813, 1 mei - 9 mei - Belegering van Fort Meigs - Amerikanen doorbreken beleg van het fort.
- 1813, 20 mei - 21 mei - Slag bij Bautzen - Napoleon verslaat opnieuw Wittgenstein die kan ontkomen.
- 1813, 23 augustus - Slag bij Grossbeeren - Geallieerde overwinning op de Fransen
- 1813, 26 augustus - 27 augustus - Slag bij Dresden - Napoleons laatste overwinning op Duits grondgebied
- 1813, 6 september - Slag bij Dennewitz - Bernadotte en Bülow verslaan Ney.
- 1813, 16 oktober - 19 oktober - Slag bij Leipzig (Volkerenslag) - Napoleon lijdt een grote nederlaag.
- 1813, 30 oktober - 31 oktober - Slag bij Hanau - Oostenrijks-Beiers leger slaagt er niet in de terugtrekkende Fransen tegen te houden.

### Ecuador
- 1822, 24 mei - Slag bij Pichincha - Spanjaarden worden verslagen bij de stad Quito.

### Egypte
- 525 v.Chr. - Slag bij Pelusium - Overwinning van de Perzische koning Cambyses II op farao Psammetichus III
- 1798 - Slag bij de piramiden - De Fransen onder Napoleon verslaan de mammelukken onder Murad Bey.
- 1801, 20 maart - Tweede Slag bij Aboekir - Een Brits-Turks leger onder sir Ralph Abercromby verslaat de Fransen onder Jacques de Menou.

### Engeland
- 43 - Slag bij Medway - Romeinse overwinning op de Kelten
- 71 - Slag bij Stanwick - Romeinse overwinning op de Brigantes
- 429 - Slag bij Verulamium - Overwinning van de Britten op de Saksen
- 1066 - Slag bij Stamford Bridge - Harold II van Engeland verslaat Harald Hardrada.
- 1066 - Slag bij Hastings - Willem de Veroveraar en zijn Normandiërs, ondersteund door Fransen, Bretons en Vlamingen verslaan Harold II van Engeland.
- 1402 - Slag bij Humbleton Hill Engelsen onder Henry Percy tegen Schotten onder Archibald Douglas
- 1403 - Slag bij Shrewsbury - koning Hendrik IV verslaat het opstandelingenleger van Harry Hotspur, Henry Percy.
- 1455 - Eerste Slag van St. Albans
- 1460 - Slag van Wakefield
- 1461 - Slag van Mortimer's Cross
- 1461 - Slag van Barnet Heath
- 1461 - Slag van Towton - Margaretha van Anjou lijdt een nederlaag.
- 1461 - Tweede Slag van St. Albans - Eduard IV (York) wordt koning van Engeland.
- 1470 - Slag van Erpingham - Deze slag leidt tot een kortstondige terugkeer van Hendrik VI Lancaster.
- 1471 - Slag van Barnet. Slag van Tewkesbury - Eduard IV wordt weer koning van Engeland.
- 1485 - Slag bij Bosworth - Einde van de rozenoorlogen (sinds 1460), Richard III van Engeland wordt verslagen door Hendrik Tudor die koning wordt: Hendrik VII.
- 1513 - Slag bij Flodden - Leger van Hendrik VIII van Engeland verslaat de Schotten onder koning Jacobus IV van Schotland; deze laatste sneuvelt..
- 1644 - Slag bij Marston Moor - Oliver Cromwell verslaat koning Karel I van Engeland.
- 1645 - Slag bij Naseby - Grote overwinning van Cromwell op Karel I
- 1651 - Slag bij Worcester - Definitieve overwinning van Cromwell op de koningsgezinden in de Engelse Burgeroorlog

### Estland
- 1220 - Slag bij Lihula - Zweedse nederlaag tegen de Esten
- 1242 - Slag op het Peipusmeer of Slag op het IJs - De Republiek Novgorod verslaat de Teutoonse ridders van de Duitse Orde.
- 1700 - Slag bij Narva - Karel XII, koning van Zweden, verslaat een Russische overmacht.

### Finland
- 1808, 18 april - Slag bij Siikajoki - Georg Carl von Döbeln beëindigt Russische opmars in Finse Oorlog.
- 1808, 27 april - Slag bij Revolax - Zweedse overwinning op Russen
- 1808, 2 mei - Slag bij Pulkkila - Zweedse strijdmacht vernietigt Russisch leger.
- 1808, 14 juli - Slag bij Lapua - Zweedse overwinning tijdens de Finse Oorlog
- 1808, 10 augustus - Slag bij Kauhajoki - Von Döbeln verslaat de Russen.
- 1808, 13 september - Slag bij Jutas - Zweeds leger verslaat Russisch leger in de Finse Oorlog.
- 1808, 14 september - Slag bij Oravais - Russisch leger brengen een vernietigende slag toe aan de Zweden.
- 1808, 27 oktober - Slag bij Virta Bro - Zweedse overwinning die resulteert in een staakt-het-vuren met de Russen
- 1809, 17 augustus - 22 augustus - Slag bij Ratan en Sävar - Russische nederlaag in de Finse Oorlog

### Frankrijk
- 105 v.Chr. - Slag bij Arausio (Orange) - Verpletterende nederlaag van de Romeinen tegen Kimbren en Teutonen
- 102 v.Chr. - Slag bij Aquae Sextiae - Marius verslaat Teutonen en Ambronen.
- 58 v.Chr. - Slag bij Bibracte - Julius Caesar verslaat de Helvetii.
- 58 v.Chr. - Slag bij Besançon - Julius Caesar verslaat Ariovistus.
- 52 v.Chr. - Slag bij Gergovia - Vercingetorix verslaat Julius Caesar.
- 52 v.Chr. - Beleg van Alesia - Julius Caesar verslaat Vercingetorix.
- 197 - Slag bij Lugdunum - Overwinning van Romeinse keizer Septimius Severus op de tegen-keizer Clodius Albinus
- 274 - Slag bij Chalons
- 298 - Slag bij Langres - Slag tussen de Romeinen onder Constantius I en de Alemannen
- 353 - Slag bij Mons Seleucus - Overwinning van het Romeinse leger Constantius II op het Romeinse leger van tegen-keizer Magnentius
- 356 - Slag bij Reims - Overwinning van de Alemannen op het Romeinse leger, aangevoerd door keizer Julianus Apostata
- 357 - Slag bij Straatsburg - Nederlaag van de Alemannen tegen het Romeinse leger onder keizer Julianus Apostata
- 376 - Slag bij Argentovaria - Overwinning van het Romeinse leger onder de generaals Naniumus en Mallobaudes op de Alemannen
- 411 - Slag bij Arles (411) - Slag tussen de legers van de Romeinse keizers Constantijn III en Honorius
- 430 - Slag bij Arles - Romeinse overwinning op de Visigoten
- 448 - Slag bij Atrecht - Overwinning van het Romeinse leger onder Aetius op de Salische Franken onder koning Chlodio
- 451 - Slag op de Catalaunische Velden (bij Châlons) - Slag tussen het Romeinse leger en de Hunnen onder Attila
- 463 - Slag bij Orléans - Slag tussen de Visigoten en de Romeinen
- 464 - Slag bij Angers - Veldslag tussen Gallo-Romeinen en Angelsaksen
- 486 - Slag bij Soissons - Overwinning van de Franken onder bevel van Clovis I op het Romeinse leger onder bevel van Syagrius
- 500 - Slag bij Dijon - Veldslag van Franken tegen Bourgonden
- 501 - Slag bij Vienne - Slag tussen Bourgonden onderling
- 507 - Slag bij Vouillé - Slag tussen Visigoten en het leger van een gelegenheidscoalitie van Salische Franken en Bourgondiërs
- 524 - Slag bij Vézeronce - Strijd tussen Franken en een coalitie van Bourgonden en Ostrogoten
- 532 - Slag bij Autun - Overwinning van de Franken, aangevoerd door de koningen Childebert I en Chlotharius I, op de Bourgonden
- 536 - Slag bij Narbonne (536)
- 631 - Slag bij Wogastisburg - Slavische overwinning op de Franken
- 687 - Slag bij Tertry - Strijd tussen Austrasië tegen die van Neustrië en Bourgondië
- 715 - Slag bij Compiègne - Burgeroorlog
- 732 - Slag bij Poitiers - De Frankische hofmeier Karel Martel verslaat een islamitisch leger onder emir Abd el Rahman.
- 845 - Slag bij Ballon - De Bretons verslaan Karel de Kale..
- 923 - Slag bij Soissons
- 1071 - Slag bij Kassel - Robrecht verslaat Arnulf in de strijd om het graafschap Vlaanderen.
- 1214 - Slag bij Bouvines - Overwinning van koning Filips August van Frankrijk tegen Ferrand van Portugal (graaf van Vlaanderen)
- 1304 - Slag bij Pevelenberg - Onbesliste veldslag tussen Vlaamse opstandelingen en de koning Filip IV van Frankrijk
- 1328 - Slag bij Kassel - Nederlaag van Vlaamse opstandelingen tegen de koning Filips VI van Frankrijk
- 1346 - Slag bij Crécy - Franse koning Filips VI wordt verslagen door de Engelse koning Eduard III.
- 1356 - Slag van Maupertuis (ook Slag bij Poitiers (1356)) - Overwinning van de Engelsen op Frankrijk
- 1415 - Slag bij Azincourt - Hendrik V van Engeland verslaat Karel VI van Frankrijk.
- 1429 - Slag van Patay
- 1450 - Slag bij Formigny - Een Engels leger onder Thomas Kyriell wordt verslagen door een Frans leger.
- 1465 - Slag bij Montlhéry - De Bourgondiërs vechten tegen Lodewijk XI van Frankrijk.
- 1477 - Slag bij Nancy - Zwitserse piekeniers verslaan de cavalerie van Karel de Stoute, hertog van Bourgondië; Karel de Stoute sneuvelt.
- 1590 - Slag bij Ivry - Hendrik IV van Navarre verslaat de Katholieke Liga.
- 1627-1628 - Beleg van La Rochelle - Richelieu slaat een opstand van hugenoten neer.
- 1643 - Slag bij Rocroi - De hertog van Enghien verslaat de Spanjaarden in de Dertigjarige Oorlog.
- 1658 - Slag in de Duinen - De Engelsen en Fransen verslaan de Spanjaarden bij Duinkerke. Frankrijk verovert diverse Vlaamse steden.
- 1677 - Slag bij Kassel - Lodewijk XIV verslaat Willem III van Oranje.
- 1709 - Slag bij Malplaquet - De prins van Savoye en de hertog van Marlborough verslaan de Fransen in de Spaanse Successieoorlog.
- 1746 - Slag bij Rocoux
- 1792 - Slag bij Valmy - Franse revolutionairen verslaan Pruisen en Oostenrijk.
- 1793 - Slag bij Toulon - De Fransen onder kapitein Napoleon Bonaparte verdrijven de Engelsen uit de stad.
- 1814, 29 januari - Slag bij Brienne - Napoleon verslaat de Pruisen.
- 1814, 1 februari - Slag bij La Rothiere - Pruisen slagen er niet in om Napoleons leger te verslaan.
- 1814, 10 februari - Slag bij Champaubert - Franse overwinning op Russisch-Pruisisch contingent
- 1814, 11 februari - Slag bij Montmirail - Franse overwinning op de Pruisen
- 1814, 12 februari - Slag bij Château Thierry - Confrontatie tussen Fransen en Pruisen
- 1814, 14 februari - Slag bij Vauchamps - Napoleon verslaat Russisch contingent.
- 1814, 18 februari - Slag bij Montereau - Napoleon verslaat Oostenrijks contingent.
- 1814, 27 februari - Slag bij Bar-sur-Aube - Oostenrijkers verslaan Frans contingent.
- 1814, 27 februari - Slag bij Orthez - Wellington verslaat Soult in de omgeving van Bayonne.
- 1814, 7 maart - Slag bij Craonne - Franse overwinning op de Pruisen.
- 1814, 9 maart - 10 maart - Slag bij Laon - Pruisische overwinning op de Fransen
- 1814, 13 maart - Slag bij Reims - Napoleon isoleert en verslaat Pruisisch korps.
- 1814, 20 maart - 21 maart - Slag bij Arcis-sur-Aube - Oostenrijkers verslaan Napoleon.
- 1814, 25 maart - Slag bij Fère-Champenoise - Oostenrijkers verslaan twee Franse korpsen.
- 1814, 30 maart - Slag bij Montmartre - De geallieerden veroveren Parijs. Napoleon wordt verbannen naar Elba.
- 1814, 10 april - Slag bij Toulouse - Wellington verslaat korps onder Soult; einde van de gevechten nadat het nieuws van Napoleons aftreden bekend wordt.

### Griekenland
- 490 v.Chr. - Slag bij Marathon - De Atheners onder leiding van Miltiades verslaan de Perzen.
- 480 v.Chr. - Slag bij Thermopylae - veldslag tussen een alliantie van Griekse stadstaten en de Perzen onder leiding van Xerxes I
- 479 v.Chr. - Slag bij Plataeae - De Oude Atheners en Spartanen verslaan de Perzen.
- 432 v.Chr. - Slag bij Potidaea - Korinthische troepen geven zich over na een tweejarig Atheens beleg.
- 426 v.Chr. - Slag bij Tanagra - De Atheners verslaan het leger van Thebe en Tanagra.
- 426 v.Chr. - Slag bij Olpae - De Atheners onder Demosthenes verslaan het leger van Sparta en Ambracië.
- 425 v.Chr. - Slag bij Sphacteria - Capitulatie van Spartaanse troepen na een Atheense belegering van 72 dagen
- 424 v.Chr. - Slag bij Delium - Het Atheense leger onder Hippocrates wordt in Boeotië verslagen.
- 422 v.Chr. - Slag bij Amphipolis - Slag uit de Peloponnesische Oorlog
- 418 v.Chr. - Slag bij Mantinea - De Spartanen onder koning Agis II verslaan Argos, Mantinea en Athene.
- 395 v.Chr. - Slag bij Haliartus - Thebe verslaat Sparta tijdens de Korinthische Oorlog.
- 374 v.Chr. - Slag bij Cynoscephalae - Thebe onder Pelopidas verslaat Alexander van Pherae.
- 371 v.Chr. - Slag bij Leuctra - Thebe onder Epaminondas verslaat Sparta; de Spartaanse koning Cleombrotus I sneuvelt.
- 362 v.Chr. - Slag bij Mantinea - Thebe onder Epaminondas verslaat Sparta; Epaminondas sneuvelt.
- 338 v.Chr. - slag bij Chaeronea - Philippus II van Macedonië verslaat een Grieks coalitieleger onder leiding van de Thebanen en de Atheners.
- 331 v.Chr. - Slag bij Megalopolis - De Macedoniërs onder Antipater verslaan Sparta.
- 48 v.Chr. - Slag bij Pharsalus - Caesar verslaat Pompeius.
- 42 v.Chr. - Slag bij Philippi - Overwinning van het Tweede Triumviraat op Brutus en Cassius

### Haïti
- 1803, 18 november - Slag bij Vertières - Beslissende slag in de Haïtiaanse Onafhankelijkheidsoorlog

### Hongarije
- 1241 - Slag bij Mohi - Batu, khan van de Gouden Horde vernietigt het Hongaarse leger van Béla IV.
- 1526 - Slag bij Mohács - De Turken verslaan een Hongaars leger; koning Lodewijk II sneuvelt.

### Ierland
- 1014 - Slag bij Clontarf - Brian Boru verslaat de Vikingen.
- 1690 - Slag aan de Boyne - Willem III van Oranje verslaat Jacobus II van Engeland.

### India
- 1526, 21 april - Slag bij Panipat - De Timoeridische vorst Babur verslaat Ibrahim Lodi, de sultan van Delhi en sticht het Mogolrijk.
- 1757 - Slag van Plassey - Robert Clive vestigt de Engelse hegemonie over India.
- 1803, 16 september - Slag bij Delhi - Brits leger verslaat Maratha leger onder Franse leiding.
- 1803, 1 november - Slag bij Laswari - Nederlaag voor de Maratha's nabij Agra
- 1803, 28 november - Slag bij Argaon - Wellesley verslaat Doulot Rao Sindhia.
- 1804, 17 november - Slag bij Farrukhabad - Britse overwinning op de Maratha's
- 1817, 21 december - Slag bij Mahidpur - Britse troepen verslaan de Maratha's.

### Irak
- 401 v.Chr. - Slag bij Cunaxa - De Perzische koning Artaxerxes II verslaat zijn broer Cyrus de Jongere, die gesteund wordt door Griekse huurlingen.
- 333 v.Chr. - Slag bij Issos - Tweede slag tussen Alexander de Grote en Perzië, deze keer aangevoerd door Darius III
- 331 v.Chr. - Slag bij Gaugamela - Beslissende overwinning Alexander de Grote tegen Perzië
- 243 - Slag bij Rhesaina - Strijd tussen het Romeinse leger onder Timesitheus en het leger van de Sassaniden onder Sjapoer I

### Iran
- 522 v.Chr. - Slag bij Sikayauvatish - Darius I verkrijgt de macht over het Perzische rijk door Gaumata te verslaan.
- 53 v.Chr. - Slag bij Carrhae - Crassus wordt gedood in een veldslag tegen de Parthen.

### Israël en Palestina
- 1468 v.Chr. - Slag om Megiddo - Overwinning van Thoetmosis III op een Kanaänitische coalitie onder leiding van de prins van Kadesj
- 1187 - Slag van Hittin - Verpletterende nederlaag van de kruisvaarders tegen Saladin
- 1799 - Beleg van Jaffa - Napoleon Bonaparte belegert Jaffa.

### Italië
- 496 v.Chr. - Slag bij het Meer van Regillus - Romeinse veldslag
- 480 v.Chr. - Slag bij Himera - Nederlaag van de Carthagers
- 387 v.Chr. - Slag aan de Allia - Kelten (Senones) onder Brennus verslaan Romeinen.
- 321 v.Chr. - Slag bij de Caudijnse passen - Samnieten lokken Romeins leger in hinderlaag.
- 316 v.Chr. - Slag bij Lautulae - Veldslag uit de Tweede Samnitische Oorlog
- 310 v.Chr. - Slag aan de Himera - Overwinning van het Carthaags leger onder Hamilcar op de Grieken onder Agathocles van Syracuse
- 305 v.Chr. - Slag bij Bovianum - Romeinse overwinning uit de Tweede Samnitische Oorlog
- 295 v.Chr. - Slag bij Sentinum - Romeinse overwinning over een coalitie van Samnieten, Etrusken, Umbriërs en Galliërs in de Derde Samnitische Oorlog
- 293 v.Chr. - Slag bij Aquilonia - Overwinning van de Romeinse Republiek tegen Samnium
- 285 v.Chr. - Slag bij Arretium - Romeinse nederlaag tegen de Galliërs
- 280 v.Chr. - Slag bij Heraclea - Overwinning voor Pyrrhus van Epirus tegen de Romeinen
- 279 v.Chr. - Slag bij Asculum - Zwaarbevochten overwinning voor Pyrrhus tegen de Romeinen
- 275 v.Chr. - Slag bij Beneventum - Onbesliste veldslag tussen Romeinen en Pyrrhus
- 261 v.Chr. - Slag bij Agrigentum - Eerste slag in de Eerste Punische Oorlog; Romeinse overwinning op Carthago
- 218 v.Chr. - Slag bij de Ticinus - Eerste overwinning van Hannibal Barkas op Romeinse bodem
- 218 v.Chr. - Slag bij de Trebia - Eerste grote overwinning van Hannibal Barkas op de Romeinen
- 217 v.Chr. - Slag bij het Trasimeense Meer - Romeinen onder Gaius Flaminius Nepos lijden nederlaag tegen Carthagers onder Hannibal.
- 216 v.Chr. - Slag bij Cannae - Overwinning voor Hannibal over de Romeinen
- 216 v.Chr. - Eerste Slag om Nola - Eerste mislukte poging van Hannibal om Nola te veroveren
- 215 v.Chr. - Tweede Slag om Nola - Tweede mislukte poging van Hannibal om Nola te veroveren
- 214 v.Chr. - Derde Slag om Nola - Derde en laatste mislukte poging van Hannibal om Nola te veroveren
- 212 v.Chr. - Eerste Slag om Capua - Overwinning voor Hannibal over de Romeinen
- 212 v.Chr. - Slag bij de Silarus - Vernietigende nederlaag voor Romeinse legers onder Marcus Centenius Penula
- 212 v.Chr. - Eerste Slag om Herdonia - Grote Carthaagse overwinning
- 211 v.Chr. - Tweede Slag om Capua - Romeinen breken belegering van Capua af nadat Hannibal optrekt naar Rome.
- 210 v.Chr. - Tweede Slag om Herdonia - Overwinning voor Hannibal en de vernietiging van Herdonia
- 210 v.Chr. - Slag bij Numistro - Onbesliste veldslag tussen Carthagers en Romeinen
- 209 v.Chr. - Slag bij Asculum - Onbesliste veldslag tussen Carthagers en Romeinen
- 207 v.Chr. - Slag bij Grumentum - Onbesliste veldslag uit de Tweede Punische Oorlog
- 207 v.Chr. - Slag bij de Metaurus - Vernietiging van het Carthaags leger o.l.v. Hasdrubal Barkas in het noorden van Italië
- 204 v.Chr. - Slag bij Crotona - Onbesliste veldslag uit de Tweede Punische Oorlog
- 101 v.Chr. - Slag bij Vercellae - De Romeinen onder Marius verslaan de Kimbren.
- 69 - Eerste Slag bij Bedriacum - Nederlaag van keizer Otho tegen de troepenmachten van Vitellius
- 249 - Slag bij Verona (249) - Overwinning van de tegen-keizer Decius op keizer Philippus
- 253 - Slag bij Spoleto - Slag tussen keizer Trebonianus Gallus en Aemilianus
- 268 - Slag bij Milaan - Slag tussen het leger onder keizer Gallienus (Claudius) en de rebellerende commandant Aureolus
- 268 - Slag bij het Gardameer - Overwinning van het Romeinse leger onder keizer Claudius II tegen de Alemannen onder koning Chrocus
- 271 - Slag bij Placentia - Overwinning van de Alemannen op het Romeinse leger van keizer Aurelianus
- 271 - Slag bij Fano - Overwinning van het Romeinse leger keizer Aurelianus tegen de Alemannen
- 271 - Slag bij Pavia (271) - Het leger van de Alemannen wordt vernietigd door het Romeinse leger onder keizer Aurelianus.
- 312 - Slag bij Turijn - Overwinning van Constantijn I op zijn rivaal Maxentius
- 312 - Slag bij Verona - Overwinning van Constantijn I op zijn rivaal Maxentius
- 312 - Slag bij de Milvische Brug - Overwinning van Constantijn I op zijn rivaal Maxentius
- 317 - Slag bij Campus Ardiensis - Overwinning van het Romeinse leger van Constantijn op Licinius
- 340 - Slag bij Aquileia - Strijd tussen keizer Constantijn II en zijn jongere broer Constans I
- 402 - Slag bij Pollentia - Slag tussen het Romeinse leger en de Visigoten
- 403 - Slag bij Verona (403) - Slag tussen het Romeinse leger en de Visigoten
- 406 - Slag bij Florence - Slag tussen het Romeinse leger en Germaanse stammen
- 432 - Slag bij Ravenna - Slag tussen de Romeinse legers van Flavius Aetius en Bonifatius
- 456 - Slag bij Placentia (456) - Slag tussen het Romeinse leger onder keizer Avitus en opstandelingen onder leiding van Ricimer en Maiorianus
- 489 - Slag aan de Isonzo - Slag tussen het Ostrogotisch leger onder leiding van Theodorik I en het huurlingenleger van Odoaker
- 489 - Slag bij Verona (489) - Slag tussen het Ostrogotisch leger onder leiding van Theodorik I en het huurlingenleger van Odoaker
- 490 - Slag aan de Adda - Slag tussen het Ostrogotisch leger onder leiding van Theodorik I en het huurlingenleger van Odoaker
- 539 - Slag bij Pavia (539)
- 552 - Slag bij Taginae - De Byzantijnen verslaan de Ostrogoten.
- 553 - Slag bij Mons Lactarius - Byzantijnen verslaan de Ostrogoten.
- 1053 - Slag bij Civitate - De Normandiërs verslaan paus Leo IX.
- 1176 - Slag bij Legnano
- 1440 - Slag bij Anghiari - Niccolo Piccinino, heer van Bologna, verslaat Milaans, Filipo Maria Visconti en staat dan tegenover Cosimo de Medici.
- 1512 - Slag bij Ravenna
- 1525 - Slag bij Pavia - Spanje en Duitsland verslaan Frankrijk, Frans I van Frankrijk gevangengenomen.
- 1796 - Slag bij de brug van Arcole - Napoleon loopt voorop met een vlag en neemt de strategische brug in.
- 1796 - Slag bij Millesimo - Napoleon verslaat de Oostenrijkers in Italië.
- 1797 - Slag bij Rivoli - Napoleon verslaat de Oostenrijkers en beheerst Noord-Italië.
- 1800 - Slag bij Marengo - Napoleon verslaat de Oostenrijkers onder Michael von Melas.
- 1805, 30 oktober - Slag bij Caldiero - Fransen onder Masséna verslaan Oostenrijkers onder aartshertog Karel van Oostenrijk-Teschen.
- 1806, 7 augustus - 8 augustus - Slag om Lauria - Inname van de stad door Franse troepen
- 1809, 16 april - Slag bij Sacile - Franse troepen onder Eugène de Beauharnais worden verslagen door de Oostenrijkers.
- 1813, 21 juni - Slag bij Vittoria - Wellington verslaat Frans leger onder Joseph Bonaparte.
- 1815, 2 mei - Slag bij Tolentino - Joachim Murat wordt verslagen en verjaagd door de Oostenrijkers nadat hij voor Napoleon gekozen had in de 100 dagen.
- 1821, 7 maart - Slag bij Rieti - Oostenrijkers verslaan Napolitaanse rebellen.
- 1821, 8 april - Slag bij Novara - Oostenrijkse troepen verslaan Piedmontese revolutionairen.

### Japan
- 1600 - Slag bij Sekigahara of Slag van Sekugahara - De Japanse generaal Ieyasu verslaat drie regenten van de zoon van de dictator Hideyoshi.

### Jordanië
- (mogelijk ook Israël of Syrië) 636 - Slag bij de Jarmuk - Het Arabisch-Islamitische Rijk verslaat het Byzantijnen.

### Kosovo
- 1389 - Slag op het Merelveld - Nederlaag van het Servische leger tegen het Ottomaanse Rijk

### Kroatië
- 314 - Slag bij Cibalae - Overwinning van Constantijn I op Licinius
- 351 - Slag bij Mursa - Onbesliste slag tussen het Romeinse leger van Constantius II tegen de strijdkrachten van usurpator Magnentius

### Myanmar (voormalig: Birma)
- 1825, 2 april - Slag bij Danubyu - Britse troepen onder Sir Archibald Campbell verslaan de Birmaanse troepen onder Maha Bandula.
- 1825, 30 november - 2 december - Slag bij Prome - Campbell verslaat de Birmaanse troepen onder Maha Nenyo.

### Nederland
- 28 - Slag in het Baduhenna-woud - Nederlaag van de Romeinen tegen de Friezen
- 525 - Slag aan de Rijn - De Friezen verslaan de Denen
- 690 - Slag bij Dorestad - Nederlaag van de Friezen tegen de Franken onder leiding van hofmeier Pippijn II
- 734 - Slag aan de Boorne - Nederlaag van de Friezen tegen de Frankische hofmeier Karel Martel
- 1018 - Slag bij Vlaardingen - De West-Friese graaf Dirk III verslaat keizer Hendrik II
- 1076 - Slag bij IJsselmonde - Graaf Dirk V verslaat de bisschop van Utrecht
- 1227 - Slag bij Ane - Nederlaag van de bisschop van Utrecht tegen de burggraaf van Coevorden
- 1304 - Slag bij Zierikzee - Nederlaag van Gwijde van Dampierre
- 1256 - Slag bij Hoogwoud - Nederlaag van Graaf Willem II van Holland en Zeeland tegen de West-Friezen
- 1345 - Slag bij Warns - Overwinning van de Friezen op graaf Willem IV van Holland
- 1380 - Slag bij Arum
- 1417 - Slag bij Okswerderzijl
- 1418 - Slag bij Dokkum
- 1419 - Slag bij Miedum
- 1420 - Slag aan de Palesloot
- 1420 - Slag bij Sloten
- 1463 - Slag bij Aalsum/Molenzijl/Mounesyl
- 1481 - Slag bij Westbroek - Utrecht wordt verslagen door de Staten van Holland (Hoekse en Kabeljauwse twisten)
- 1488 - Inname van Rotterdam
- 1490 - Slag bij Moordrecht
- 1490 - Beleg van Montfoort
- 1490 - Slag bij Brouwershaven
- 1492 - Slag bij Barrahuis
- 1496 - Slag bij Sloten
- 1498 - Beleg van Leeuwarden
- 1498 - Slag bij Laaksum
- 1499 - Beleg van Rhenen
- 1500 - Slag bij Bomsterzijl
- 1568 - Slag bij Heiligerlee - Eerste overwinning van de opstandelingen onder leiding van graven Lodewijk en Adolf van Nassau; begin van de Tachtigjarige Oorlog
- 1574 - Slag op de Mookerheide - Lodewijk en Hendrik van Nassau sneuvelen; Spaanse overwinning in de Tachtigjarige Oorlog
- 1579 - Beleg van Maastricht - De hertog van Parma neemt Maastricht in
- 1586 - Slag bij Boksum - Overwinning van de Spanjaarden op de Friezen
- 1586 - Slag om Zutphen - Nederlaag van de Engelse troepen onder Leicester en Nederlandse, tegen de Spaanse troepen
- 1624-1625 - Beleg van Breda (1624-1625) - Spinola neemt Breda in
- 1627 - Beleg van Groenlo - Frederik Hendrik van Oranje neemt Groenlo in
- 1629 - Beleg van 's-Hertogenbosch - Frederik Hendrik van Oranje neemt 's-Hertogenbosch in
- 1637 - Beleg van Breda - Frederik Hendrik herovert Breda
- 1747 - Beleg van Bergen-op-Zoom - Fransen nemen de stad Bergen-op-Zoom in
- 1799 - Slag bij Castricum - Het Frans-Bataafse leger verslaat een Engels-Russische invasiemacht

### Oekraïne
- 1223 - Slag aan de Kalka - De Mongoolse generaal Subedei verslaat de verzamelde Russische vorsten.
- 1709 - Slag bij Poltava - Peter de Grote van Rusland verslaat Zweden en wordt hiermee de dominante macht in Noord-Europa.
- 1941 - Slag om Kiev - De Duitsers nemen Kiev over van de Sovjet-Unie.

### Oostenrijk
- 1529 - Beleg van Wenen - Het Ottomaanse rijk bereikt zijn grootste afmeting, maar slaagt er niet in Wenen in te nemen.
- 1683 - Beleg van Wenen - Jan Sobieski verslaat de Ottomanen, die hun beleg van Wenen daarom moeten opgeven.
- 1809, 21 mei - 22 mei - Slag bij Aspern-Essling - Napoleon slaagt er niet in de Donau over te steken na verlies tegen de Oostenrijkers.
- 1809, 5 juli - 6 juli - Slag bij Wagram - Napoleon verslaat de Oostenrijkers.

### Pakistan
- 326 v.Chr. - Slag bij de Hydaspes - Alexander de Grote verslaat Poros.

### Polen
- 1241 - Slag bij Legnica - Mongoolse overwinning op de Polen onder Hendrik II de Vrome
- 1410 - Slag bij Tannenberg (ook: Slag bij Grunwald of Slag bij Zalgiris) - Polen en Litouwers verslaan Duitse ridders.
- 1651 - Slag bij Beresteczko - De Polen verslaan Tataarse en kozakse opstandelingen.
- 1741 - Slag bij Mollwitz - De Pruisen onder Frederik de Grote verslaan Oostenrijk in de Eerste Silezische Oorlog.
- 1757 - Slag bij Moys - Een Oostenrijks leger verslaat de Pruisen.
- 1757 - Slag bij Leuthen - Frederik verplettert Oostenrijk.
- 1760 - Slag bij Liegnitz - Frederik verslaat Oostenrijk.
- 1806, 26 december - Slag bij Pultusk - Onbesliste slag tussen Napoleon en de Russen
- 1809, 19 april - Slag bij Raszyn - Polen verslaan Oostenrijkers.
- 1812, 12 juli - Slag bij Ostrowo - Onbesliste confrontatie tussen Fransen en Russen
- 1812, 30 juli - 1 augustus - Slag bij Klyastitsy - Kleine Russische overwinning op een Frans korps
- 1813, 26 augustus - Slag bij Katzbach - von Blucher verslaat maarschalk McDonald.

### Portugal
- 1808, 21 augustus - Slag bij Vimeiro - Brits-Portugees leger onder Arthur Wellesley verslaat de Fransen onder Junot.
- 1809, 28 maart - Eerste Slag bij Porto - Franse strijdkrachten onder generaal Soult nemen Oporto in.
- 1809, 12 mei - Tweede Slag bij Porto - Wellesley verslaat Soult en neemt de stad in.
- 1811, 5 maart - Slag bij Barrosa - Kleine Britse overwinning

### Roemenië
- 101 - Slag van Tapae - De Daciërs verslaan de Romeinen.
- 335 - Slag aan de Moeresjoel - Veldslag tussen de Vandaalse Asdingen onder aanvoering van Wisimar tegen de Visigoten

### Rusland
- 1757 - Slag bij Gross-Jagersdorf - Een Russisch leger verslaat een Pruisisch leger.
- 1807, 8 februari - Slag bij Eylau (thans Bagrationovsk) - Nipte overwinning van Napoleon op het Russisch leger
- 1807, 14 juni - Slag bij Friedland - Beslissende overwinning van Napoleon over de Russen
- 1812, 17 augustus - Slag bij Smolensk - De Grande Armée van Napoleon belegert Smolensk.
- 1812, 7 september - Slag bij Borodino - Veldslag tussen de Grande Armée van Napoleon en de Russen onder generaal Koetoezov.
- 1812, 24 oktober - Slag bij Maloyaroslavets - Russische overwinning op de Fransen
- 1812, 3 november - Slag bij Vyazma - Onbesliste strijd tussen Russen en Fransen
- 1812, 13 november - 14 november - Slag bij Smoliani - Russische overwinning op Frans korps onder Victor en Oudinot
- 1812, 15 november - 18 november - Slag bij Krasnoi - Gedeeltelijke Russische overwinning. Napoleon breekt door de Russische strijdkrachten en kan de overblijfselen van zijn leger terugtrekken.
- 1812, 26 november - 29 november - Slag bij de Berezina - Ondanks zware verliezen, slagen de Fransen erin de rivier over te steken. Einde van de terugtrekking uit Rusland.

### Saoedi-Arabië
- 624 - Slag bij Badr - Overwinning van moslims op de Mekkanen
- 629 - Slag bij Khaybar - Overwinning van moslims op joden
- 1811, december - Slag bij Yanbu - Begin van de Ottomaans-Saudische Oorlog
- 1812, januari - Slag bij Al-Safra - Slag van de Ottomaans-Saudische Oorlog nabij Medina
- 1812, november - Slag bij Medina 1812 - Ottomanen veroveren Medina.
- 1813, 7 januari - Slag bij Jeddah - Tusun Pasha verovert Jeddah op de Saudi's.
- 1813, januari - Slag om Mekka (1813) - Tusun Pasha verovert Mekka.
- 1818, 2 december - Slag bij Diriyah - Ottomanen veroveren Diriyah, waarmee een einde komt aan de eerste Saudische staat.

### Schotland
- 84 - Slag bij Mons Graupius - Romeinse overwinning op de Caledoniërs
- 1297 - Slag bij Stirling Bridge - William Wallace verslaat de Engelsen.
- 1298 - Slag bij Falkirk
- 1314 - Slag om Bannockburn - Schotse overwinning op de Engelsen
- 1388 - Slag bij Otterburn nachtelijke slag tussen Engelsen onder Henry Percy en Schotten onder James Douglas
- 1648 - Slag bij Stirling - Slag tussen de Earl of Lanerick en de Duke of Argyll tijdens de Schotse Burgeroorlog
- 1650 - Slag bij Dunbar - Cromwell verslaat de Schotten.
- 1746 - Slag bij Culloden - Schotse opstand neergeslagen

### Servië
- 268 - Slag bij Naissus - Verpletterende nederlaag van de Goten tegen het Romeinse leger onder keizer Gallienus
- 1456 - Slag bij Belgrado - de Hongaren verhinderen de Ottomaanse opmars in Europa.

### Slovenië
- 388 - Slag aan de Save - Veldslag tussen de Romeinse keizers Magnus Maximus en Theodosius
- 394 - Slag aan de Frigidus - Veldslag tussen de Oost-Romeinse keizer Theodosius I en de West-Romeinse keizer Eugenius

### Spanje
- 218 v.Chr. - Beleg van Saguntum - Het begin van de Tweede Punische Oorlog
- 218 v.Chr. - Slag bij Cissa - Romeinse overwinning op klein Carthaags leger
- 211 v.Chr. - Slag bij de Boven-Baetis - Carthaagse overwinning o.l.v. Hasdrubal Barkas over de Romeinse legioenen
- 208 v.Chr. - Slag bij Baecula - Eerste slag van Scipio Africanus tegen de Carthagers
- 206 v.Chr. - Slag bij Ilipa - Overwinning van Scipio Africanus waarbij de Carthaagse macht in Spanje gebroken werd
- 45 v.Chr. - Slag bij Munda - Definitieve nederlaag van de partij van Pompeius in de Romeinse Burgeroorlog
- 429 - Slag bij Merida - Veldslag tussen Vandalen en Sueven
- 456 - Slag aan de Urbicus - Slag tussen de Sueven en de Visigoten
- 722 - Slag bij Covadonga - Eerste overwinning van het christelijk leger op de Moren
- 778 - Slag van Roncevaux - Overwinning van de Basken op de Franken
- 1086 - Slag bij Zallaqa - De Almoraviden onder leiding van Yusuf ibn Tashfin verslaan koning Alfonso VI van Castilië en León.
- 1118 - Slag bij Zaragoza - Overwinning van de Spanjaarden op de Moren
- 1195 - Slag bij Alarcos - Zware nederlaag van de christelijke troepen van Alfons VIII van Castilië tegen de Almohaden onder kalief Aboe Joesoef Jakoeb al-Mansoer
- 1212 - Slag bij Las Navas de Tolosa - Overwinning van de christelijke legers op de Moorse Almohaden
- 1367 - Slag van Najera
- 1415 - Verovering van Ceuta door de Portugezen.
- 1521 - Slag bij Villalar - Keizer Karel V maakt een einde aan de Spaanse weerstand tegen het absolutisme.
- 1707 - Slag van Almansa - De troepen van Filips V verslaan in opdracht van de hertog van Berwick de troepen van keizer Karel VI.
- 1808, 4 juni - Slag bij El Bruc - Schermutseling tussen Franse en Spaanse eenheden
- 1808, 14 juli - Slag bij Medina de Rioseco - Franse overwinning in de Spaanse Onafhankelijkheidsoorlog
- 1808, 23 juli - Slag bij Bailén - Generaal Dupont geeft zich over aan Spaanse rebellen.
- 1808, 15 juni - 13 augustus - Beleg van Saragossa Onsuccesvolle Franse belegering
- 1808, 17 augustus - Slag bij Roliça - Britse overwinning in de Spaanse Onafhankelijkheidsoorlog
- 1808, 31 oktober - Slag bij Pancorbo - Onbesliste slag tussen Fransen en Spanjaarden
- 1808, 5 november - Slag bij Valmaceda - Kleine Spaanse overwinning
- 1808, 7 november - Slag bij Burgos - Franse overwinning tegen de Spanjaarden
- 1808, 10 november - 11 november - Slag bij Espinosa - Franse overwinnaars laten Spaanse verliezers ontsnappen.
- 1808, 23 november - Slag bij Tudela - Maarschalk Jean Lannes verslaat generaal Francisco Castaños.
- 1808, 30 november - Slag bij Somosierra - Napoleon verslaat Benito de San Juan.
- 1809, 16 januari - Slag bij Corunna - Fransen verslaan Sir John Moore.
- 1809, 27 maart - Slag bij Ciudad-Real - Generaal Sebastiani verslaat Spaans leger onder Generaal Cartojal.
- 1809, 23 mei - Slag bij Alcaňiz - Spanjaarden verslaan Fransen.
- 1809, 28 juli - Slag bij Talavera - Wellesley verslaat Frans leger. Hij krijgt de titel Hertog van Wellington.
- 1809, 18 oktober - Slag bij Tamames - Spaanse troepen slaan Franse aanval af onder Ney.
- 1809, 19 november - Slag bij Ocaña - Vernietigende nederlaag voor de Fransen
- 1810, 27 september - Slag bij Bussaco - Wellington trekt zich terug op de Torres Vedraslinie na een gevecht tegen de Fransen.
- 1810, 15 oktober - Slag bij Fuengirola - Pools garnizoen slaat Brits-Spaanse aanval af.
- 1811, 5 mei - Slag bij Fuentes de Oñoro - Onbesliste slag tussen de Britten en de Fransen
- 1811, 30 december - Slag Bij Tarifa - Mislukte Franse aanval op de stad
- 1812, 16 maart - 6 april - Slag om Badajoz - Brits-Portugees leger belegert Frans garnizoen.
- 1812, 22 juli - Slag bij Salamanca - Wellington verslaat de Fransen, waardoor ze Madrid moeten evacueren.
- 1813, 26 juli - 1 augustus - Slag bij Sorauren - Wellington verslaat Soult. Fransen trekken zich terug uit Spanje.

### Syrië
- 1274 v.Chr. - Slag bij Qadesh - Nederlaag van het Egyptische Rijk onder Ramses II tegen de Hettieten onder Muwatalli II
- 853 v.Chr. - Slag bij Qarqar (853) - Assyrië onder koning Salmanasser III verslaat een krijgsmacht van een alliantie van 12 koningen, geleid door Hadadezer (of Ben-Hadad II) van Damascus.
- 720 v.Chr. - Slag bij Qarqar (720) - De Assyrische koning Sargon II verslaat een Syrische coalitie.
- 198 v.Chr. - Slag bij Panium - Overwinning van de Seleuciden op de Ptolemeïsche krijgsmacht
- 272 - Slag bij Emesa

### Tsjechië
- 1434 - Slag bij Lipany - De verenigde utraquisten en katholieken van Bohemen verslaan de Taborieten.
- 1619 - Slag bij Záblati (Dertigjarige Oorlog) - Boheemse protestanten moeten beleg van Budweis opgeven.
- 1620 - Slag op de Witte Berg (Dertigjarige oorlog) - Johan 't Serclaes van Tilly slaat een Boheemse opstand neer
- 1756, 1 oktober - Slag bij Lobositz - Een Pruisisch leger onder koning Frederik de Grote verslaat een Oostenrijks leger onder veldmaarschalk von Browne.
- 1757 - Slag bij Praag - De Pruisen verslaan Bohemen, maar de belegering van Praag is onsuccesvol.
- 1757 - Slag bij Kolin - Frederik de Grote verliest van Oostenrijk in de Zevenjarige Oorlog.
- 1805, 2 december - Slag bij Austerlitz - Grote overwinning van Napoleon
- 1813, 29 augustus - 30 augustus - Slag bij Kulm - Maarschalk Vandamme verslagen

### Tunesië
- 203 v.Chr. - Slag bij de Bagradas - Romeinse overwinning op de Carthagers in het hartland van Carthago
- 202 v.Chr. - Slag bij Zama Regia - Scipio verslaat Hannibal.
- 46 v.Chr. - Slag bij Thapsus - Veldslag uit de Romeinse Burgeroorlog
- 46 v.Chr. - Slag bij Ruspina - Gevecht tussen de troepen van Julius Caesar en Titus Labienus tijdens de Romeinse Burgeroorlog
- 238 - Slag bij Carthago (238) - Het Romeinse leger van keizer Maximinus verslaan de opstandige Gordianus I en zijn zoon Gordianus II.
- 533 - Slag bij Ad decimum - Overwinning van het Oost-Romeinse Rijk op de Vandalen.

### Turkije
- 1180 v.Chr., Trojaanse Oorlog - Oorlog tussen Troje en Grieken
- 605 v.Chr. - Slag bij Karkemish - Nederlaag van het Egyptische leger onder farao Necho II tegen de Babyloniërs onder Nebukadnezar II
- 585 v.Chr. - Slag bij de Halys - Veldslag tussen de Meden onder Cyaxares II en de Lydiërs onder Alyattes II
- 547 v.Chr. - Slag bij Pteria - Overwinning van de Perzische koning Cyrus II op de Lydische vorst Croesus
- 479 v.Chr. - Slag bij Mycale - De Atheners brengen de Perzen een vernietigende slag toe.
- 394 v.Chr. - Slag bij Cnidus - Een Perzische vloot onder de Athener Conon verslaat Sparta.
- 334 v.Chr. - Slag aan de Granikos - Eerste slag tussen Alexander de Grote en Perzië onder Memnon van Rhodos
- 333 v.Chr. - Slag bij Issos - Tweede slag tussen Alexander de Grote en Perzië, aangevoerd door Darius III
- 301 v.Chr. - Slag bij Ipsus - Nederlaag van de Antigoniden tegen de Macedoniërs en Seleuciden
- 190 v.Chr. - Slag bij Magnesia - Overwinning van de Romeinse Republiek op de Seleuciden
- 74 v.Chr. - Slag bij Cyzicus - Mithridates VI van Pontus wordt verslagen door een Romeins leger van consul Lucius Licinius Lucullus.
- 193 - Slag bij Cyzicus - Overwinning van de Romeinse keizer Septimius Severus op de tegen-keizer Pescennius Niger
- 193 - slag bij Nicaea - Tweede overwinning van de Romeinse keizer Septimius Severus op de tegen-keizer Pescennius Niger
- 194 - Slag op de vlakte van Issus - Overwinning van de Romeinse keizer Septimius Severus op de tegen-keizer Pescennius Niger
- 217 - Slag bij Nisibis - Slag tussen het Romeinse leger en de Parthen
- 218 - Slag bij Antiochië - Veldslag tussen de Romeinse legers van keizer Macrinus en zijn tegenstrever Heliogabalus
- 313 - Slag bij Adrianopel - Overwinning van Licinius op Maximinus II Daia
- 324 - Slag bij Adrianopel - Overwinning van Constantijn op Licinius
- 324 - Slag bij Chrysopolis - Constantijn wordt alleenheerser over het Romeinse Rijk na zijn overwinning op Licinius.
- 344 - Slag bij Singara
- 378 - Slag bij Adrianopel - Romeinse nederlaag tegen de Visigoten.
- 1071 - Slag bij Manzikert - Overwinning van een Seltsjoeks leger onder Alp Arslan op het Byzantijns leger onder keizer Romanus IV Diogenes.
- 1097 - Slag bij Dorylaeum (1097) - De kruisvaarders verslaan de Roem-Seltsjoeken onder Kilij Arslan I.
- 1402 - Slag bij Angora of Slag bij Ankara - Timoer Lenk neemt de Ottomaan Bayazid I in Anatolië gevangen.
- 1453 - Val van Constantinopel - De Ottomanen vernietigen het Byzantijnse keizerrijk.

### Venezuela
- 1821, 24 juni - Slag bij Carabobo - Simón Bolívar verslaat Spaans leger. Onafhankelijkheid van Venezuela.

### Verenigde Staten
Zie ook de gespecificeerde Lijst van veldslagen tijdens de Amerikaanse Onafhankelijkheidsoorlog (1775-1783). Onderstaande (incomplete) lijst is exclusief de diverse veldslagen die tijdens de Amerikaanse Burgeroorlog (1861-1865) gevoerd zijn.
- 1757 - New York - Slag om Fort William Henry - Fransen verslaan Britten in Noord-Amerika.
- 1763 - Pennsylvania - Slag bij Bushy Run - De Britten in Pennsylvania verslaan Indianen.
- 1774 - New Jersey - Slag bij Point Pleasant - Brits-Amerikaanse kolonisten verslaan de Shawnees.
- 1775 - Massachusetts - Slagen bij Lexington en Concord - Openingsveldslagen van de Amerikaanse Onafhankelijkheidsoorlog; de Britten winnen in Lexington, maar worden later op de dag op de vlucht gejaagd door Amerikaanse "Minutemen" in Concord.
- 1775 - New York - Verovering van Fort Ticonderoga; Amerikaanse rebellen veroveren het fort en maken munitie en wapens buit.
- 1775 - Boston - Slag om Bunker Hill - De Britten veroveren een heuvel die door Amerikaanse rebellen bezet was, maar lijden grote verliezen gedurende de strijd.
- 1776 - North-Carolina - Slag bij Moore's Creek Bridge - Amerikaanse rebellen verslaan Schotse Loyalisten.
- 1776 - New York - Slag bij Long Island - William Howe verplettert George Washington.
- 1777 - New York - Slag bij Bennington - Stark vernietigt een door Burgoyne gezonden detachement.
- 1777 - Philadelphia - Slag bij Brandywine - Howe drijft George Washingtons troepen naar Philadelphia.
- 1777 - New York - Eerste Slag bij Saratoga - Burgoyne verslaat een Amerikaanse overmacht.
- 1777 - New York - Tweede Slag bij Saratoga - De opstandige Amerikanen dwingen de Britse generaal John Burgoyne tot overgave.
- 1778 - New Jersey - Slag bij Monmouth - Laatste grote slag in het noorden in de Amerikaanse Onafhankelijkheidsoorlog eindigt onbeslist.
- 1779 - New York - Slag bij Stony Point - Wayne neemt 700 man gevangen in een bajonetaanval, slechts 15 slachtoffers onder de rebellen.
- 1780 - South Carolina - Slag bij Charleston - De Britten veroveren Charleston op de Amerikanen.
- 1780 - South Carolina - Slag bij Camden - Verpletterende nederlaag van de Amerikaanse opstandelingen
- 1781 - Jersey - Slag om Jersey - De Engelsen verslaan een Frans invasieleger bij Jersey.
- 1781 - South Carolina - Slag bij Cowpens - De Amerikanen onder Morgan verslaan de Britten onder Tarleton.
- 1781 - North Carolina - Slag bij Guilford Courthouse - Cornwallis boekt pyrrusoverwinning op Greene en Morgan.
- 1781 - Virginia - Beleg van Yorktown - Het Britse leger geeft zich over.
- 1794 - Ohio - Slag bij Fallen Timbers - Generaal Anthony Wayne brengt de indianen een beslissende slag toe.
- 1804, 1 oktober - Slag bij Sitka - Russen verslaan de Tlingit in Alaska.
- 1811, 7 november - Slag bij Tippecanoe - William Henry Harrison verslaat Tecumseh en Shawnee.
- 1812, 11 juli - Beleg van Detroit - Amerikaans garnizoen capituleert aan de Britten.
- 1812, 15 augustus - Slag om Fort Dearborn - Indianen vernietigen fort.
- 1812, 4 september - 5 september - Slag om Fort Harrison - Amerikanen slaan aanval af van 4 indiaanse stammen.
- 1812, 5 september - 12 september - Slag om Fort Wayne - Amerikanen slaan aanval af van indiaanse stammen.
- 1812, 17 december - 18 november - Slag bij Mississinewa - Amerikaanse overwinning op Miami-indianen
- 1813, 22 januari - Slag bij Frenchtown - Britten verslaan de Kentucky Militia.
- 1813, 22 februari - Slag bij Ogdensburg - Britse overwinning in de Oorlog van 1812
- 1813, 27 april - Slag om York - Inname en plundering van de stad York door de Amerikanen
- 1813, 27 mei - Slag om Fort George - Luitenant-Kolonel Winfield Scott neemt Brits fort in.
- 1813, 28 mei - 29 mei - Tweede Slag om Sackett's Harbor - Amerikanen slaan Britse aanval af.
- 1813, 6 juni - Slag bij Stoney Creek - Brits leger verslaat driemaal groter Amerikaans leger.
- 1813, 27 juli - Slag bij Burnt Corn - Amerikanen verslaan de Creek.
- 1813, 2 augustus - Slag om Fort Stephenson - Britse aanval mislukt op Amerikaans fort
- 1813, 3 november - 3 november - Slag bij Tallushatchee - Amerikaanse overwinning op de Creekindianen
- 1813, 9 november - Slag bij Talladega - Amerikaanse overwinning op de Creekindianen
- 1813, 11 november - Slag bij Crysler's Farm - Britse overwinning op de Amerikanen
- 1814, januari - Slagen bij Emuckfaw en Enotachopo - Twee onbesliste veldslagen tussen de Amerikanen en de Creek
- 1814, 27 maart - Slag bij Horseshoe bend - Beslissende Amerikaanse overwinning op de Creek
- 1814, 26 juli - 4 augustus - Slag om Fort Mackinac - Britse overwinning in de Oorlog van 1812
- 1814, 24 augustus - Slag bij Bladensburg - Britse overwinning in Maryland; Washington D.C. wordt ingenomen en verwoest; het Witte Huis gaat in de vlammen op.
- 1814, 11 september - Slag bij Plattsburg - Onbesliste veldslag tussen Britten en Amerikanen
- 1814, 12 september - Slag bij North Point - Britse aanval net buiten Baltimore, waarbij na krachtig verdediging door Amerikanen doorgang wordt verkregen. De Britse legers trekken zich 14 september alsnog terug, tegelijktijdig met de zeemacht die urenlang Fort McHenry had beschoten.
- 1814, 7 november - 9 november - Slag bij Pensacola - Pyrrusoverwinning van Andrew Jackson
- 1815, 8 januari - Slag bij New Orleans - Andrew Jackson verslaat Brits leger.

### Wales
- 1402 - Slag bij Bryn Glas Engelsen tegen Welsh onder Owain Glyndwr

### Wit-Rusland
- 1812, 17 augustus - 18 augustus - Eerste Slag bij Polotsk - Onbesliste slag tussen Russisch en Frans korps
- 1812, 18 oktober - 20 oktober - Tweede Slag bij Polotsk - Russische overwinning op Frans-Beiers korps

### Zwitserland
- 298 - Slag bij Vindonissa - Overwinning van het Romeinse leger onder keizer Constantius Chlorus op de Alemannen
- 1476 - Slag bij Murten - De Zwitserse Eedgenoten verslaan Karel de Stoute, hertog van Bourgondië.